# Paul McCartney
Sir James Paul McCartney (Liverpool, 18 giugno 1942) è un cantautore, compositore, polistrumentista, produttore discografico e attivista britannico.

Firma di Paul McCartney

Ha raggiunto la fama internazionale come cantante bassista dei Beatles insieme a John Lennon, George Harrison e Ringo Starr. Insieme a Lennon formò la coppia di compositori di maggior successo di tutti i tempi, scrivendo alcune delle canzoni più acclamate nella storia della musica contemporanea.
Dopo lo scioglimento dei Beatles, formò i Wings con la sua prima moglie, Linda Louise McCartney, il compositore Denny Laine e altri musicisti. In seguito ha continuato a lavorare da solista componendo anche colonne sonore, musica colta e musica sperimentale, pubblicando una grande quantità di singoli e prendendo parte attivamente a progetti di sostegno ad associazioni benefiche internazionali.
Padre della stilista britannica Stella McCartney, è anche noto per essere un sostenitore del vegetarismo, dei diritti degli animali, dell'obbligo dell'educazione musicale nelle scuole e delle campagne sulla cancellazione del debito del Terzo Mondo; al tempo stesso si batte contro le mine antiuomo e la caccia alla foca. Tra le molteplici attività secondarie di McCartney si ricordano quelle di attore, pittore, poeta e scrittore.
Con un patrimonio di 1,2 miliardi di dollari nel 2018 è, secondo Forbes, il musicista più ricco del mondo.

## Biografia

### Infanzia e adolescenza (1942-1957)
James Paul McCartney nacque il 18 giugno 1942 al Walton Hospital di Liverpool, nel quale la madre Mary Patricia (nata Mohin) aveva lavorato come infermiera nel reparto maternità. Entrambi i suoi genitori avevano origini irlandesi. Dopo un anno e mezzo nacque suo fratello Peter Michael. McCartney aveva inoltre una sorellastra di nome Ruth adottata dal padre Jim risposatosi dopo essere rimasto vedovo. James, insieme al fratello Michael, ricevette il battesimo nella fede cattolica, ma con educazione laica: la madre era cattolica e il padre un protestante diventato in seguito agnostico.
McCartney frequentò dal 1947 al 1949 la Stockton Wood Road Primary School di Speke, quando si trasferì alla Joseph Williams Junior School in Belle Vale, nel sud-est di Liverpool, per via di un sovraffollamento nella scuola precedente. Proprio grazie al suo talento e alla sua bravura nella scuola primaria McCartney ottenne l'ammissione al prestigioso Liverpool Institute. Nel 1954, durante un viaggio in autobus dal sobborgo di Speke, dove viveva, all'Istituto, conobbe George Harrison, il quale viveva nelle vicinanze ed era un anno più piccolo di lui; i due diventeranno subito amici.
Nel 1955 la famiglia McCartney, si trasferisce ad Allerton, quartiere di Liverpool, nella Forthlin Road, dove restò fino al 1964. La madre di Paul, Mary, morirà di embolia il 31 ottobre 1956 dopo una mastectomia eseguita nel tentativo di arrestare un cancro al seno. La perdita prematura della madre (Paul era allora quattordicenne) lo avrebbe in seguito avvicinato a John Lennon, la cui madre Julia morì nel 1958, quando Lennon aveva solo 17 anni.
Paul si appassiona alla musica già da piccolo poiché suo padre Jim, che era trombettista e pianista ed era stato negli anni venti a capo della Jim Mac's Jazz Band, una big band locale, aveva sempre incoraggiato i due figli a diventare musicisti. Jim possedeva un pianoforte verticale che aveva acquistato nel negozio di Harry Epstein, padre di Brian Epstein. Jim ascoltava le canzoni alla radio insieme ai figli indicando loro i suoni dei diversi strumenti e spesso portava Paul ai concerti delle locali bande di ottoni. Dopo la morte della madre di Paul, Jim regalò a Paul una tromba, che il figlio però scambierà con una chitarra Framus Zenith 17, nel preciso momento in cui lo skiffle stava diventando il genere musicale più apprezzato. Paul McCartney, mancino, apprende la chitarra rovesciandola ed è proprio in questo periodo che compone la sua prima canzone, I Lost My Little Girl. Più tardi imparerà anche a suonare il pianoforte del padre e scriverà la sua seconda canzone, When I'm Sixty-Four, che nel 1967 sarà incisa dai Beatles per l'album Sgt. Pepper's Lonely Hearts Club Band. Seguendo le indicazioni del padre, Paul inizierà a prendere regolarmente lezioni di musica, ma poiché preferisce imparare a orecchio non vi presterà mai molta attenzione. Inoltre, Long Tall Sally fu la prima canzone che Paul McCartney canterà davanti ad un pubblico, in una competizione nel North Yorkshire.

### I Quarrymen (1957-1959)
Il 6 luglio 1957 ad una festa a Woolton nella St. Peter's Church Hall il quindicenne Paul McCartney conobbe John Lennon, all'epoca quasi diciassettenne, e i Quarrymen, il gruppo che Lennon e alcuni amici di scuola avevano formato: il gruppo suonava un mix fra rock and roll e skiffle, genere che aveva influenza jazz, blues e folk.
(Paul McCartney)
La zia di Lennon, Mimi Stanley, disapprovava la sua amicizia con Paul per via delle sue origini popolari, mentre il padre di Paul riteneva che Lennon lo avrebbe "messo nei pasticci", sebbene poi acconsentisse ai Quarrymen di provare in casa sua. È, appunto, Paul a convincere Lennon ad ammettere anche George Harrison al gruppo, nel 1958, come chitarrista, seguito da un amico di Lennon, Stuart Sutcliffe, al basso, e da Pete Best alla batteria.

### I Beatles (1960-1970)

#### Formazione del gruppo e periodo amburghese
Dal 1956 al 1960, scelgono svariati nomi per il gruppo, tra i quali "The Silver Beetles", e nella primavera del 1960 intraprendono una tournée in Scozia con il cantante Johnny Gentle. Il nome del gruppo divenne infine "The Beatles" mentre si trovavano in tournée ad Amburgo, in Germania.
A partire dal maggio 1960, il manager dei Beatles fu Allan Williams, che procurò loro un contratto presso un club di Amburgo. Nei due anni seguenti, i Beatles effettuarono ben quattro trasferte nella città tedesca, esibendosi per un totale di circa nove mesi come gruppo fisso in diversi club della città. Durante il biennio ritornarono a Liverpool periodicamente, e suonarono spesso al Cavern Club. Prima del ritorno definitivo, nel 1961, Sutcliffe lasciò il gruppo e McCartney prese il suo posto come bassista. È ad Amburgo che i Beatles registrarono il loro primo materiale musicale pubblicato come gruppo di accompagnamento di Tony Sheridan per il suo disco singolo My Bonnie. Questa registrazione in seguito attirerà l'attenzione di una figura chiave nella storia dei Beatles soprattutto per il loro successo commerciale: Brian Epstein, che in seguito diventerà il loro manager. Sarà proprio Epstein a far ottenere un contratto di registrazione per il gruppo con la Parlophone nel maggio del 1962, dopo che Best venne sostituito alla batteria da Starr.

#### Il successo mondiale e l'evoluzione musicale del gruppo

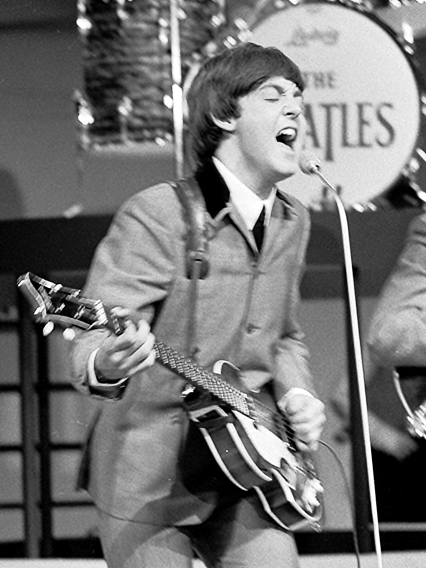
Paul McCartney in concerto con i Beatles nel 1964

Tra il 1963 e il 1964 si afferma fin da subito la popolarità dei Beatles prima in Gran Bretagna e poi negli Stati Uniti. Nel 1965 sono insigniti dell'onorificenza di Membri dell'Ordine dell'Impero Britannico. Dopo aver eseguito concerti, registrato, ed essere andati in tour ininterrottamente per un periodo di quasi quattro anni, esibendosi più di 1.400 volte in tutto il mondo, i Beatles tengono il loro ultimo concerto commerciale alla fine del loro tour del 1966 negli Stati Uniti, continuando in seguito a lavorare in studio di registrazione fino al loro scioglimento.

I Beatles nel 1965, Paul McCartney è il più vicino all'obiettivo

Come conseguenza dell'evoluzione artistica di ciascun componente del gruppo e della morte di Epstein, alla fine degli anni sessanta il fragile equilibrio all'interno della formazione si sfalda; ne seguono alcune iniziative individuali da parte dei membri della band. Già nel 1966 McCartney è il primo dei quattro a essere coinvolto in progetti al di fuori del gruppo, quando nel 1966 compone la colonna sonora del film The Family Way, che viene in seguito pubblicata in un album omonimo, vincitore dell'Ivor Novello Award per il miglior tema strumentale. McCartney comincia anche a comporre canzoni per altri artisti, tra i quali Mary Hopkin, i Badfinger e la Bonzo Dog Doo-Dah Band e gli viene chiesto di scrivere le canzoni per la produzione di As You Like It di William Shakespeare, del Royal National Theatre, che però rifiuta. Nel 1968 coproduce la canzone I'm the Urban Spaceman per la Bonzo Dog Doo-Dah Band, essendo citato come "Apollo C. Vermouth" a causa di restrizioni contrattuali.
McCartney tenta anche di persuadere Lennon e Harrison a ritornare sul palco, e quando si riuniscono per firmare un nuovo contratto con la Capitol Records suggerisce loro di "ritornare alle nostre radici", ma la risposta di Lennon fu: «Penso che tu sia matto!».
Nel marzo del 1969 McCartney sposa la fotografa americana Linda Eastman, già divorziata e con una figlia. Sebbene Lennon lasci il gruppo nel settembre del 1969 e Harrison e Starr facciano lo stesso, anche se temporaneamente, in diverse occasioni, è McCartney che annuncia pubblicamente, il 10 aprile del 1970, lo scioglimento dei Beatles, appena una settimana prima della pubblicazione del proprio album da solista. I Beatles si sciolgono legalmente il 31 dicembre 1970, quando McCartney intenta una causa agli altri membri della società.
(Paul McCartney)
Paul McCartney ricopre un ruolo fondamentale nell'ascesa e nella fortuna dei Beatles. Grazie alla sua vena melodica è di fatto l'autore di molte tra le canzoni più note e fortunate di tutto il repertorio dei Beatles. Sono sue Yesterday e Michelle (1965), Eleanor Rigby e Yellow Submarine (1966), Penny Lane e She's Leaving Home (1967), Lady Madonna e Hey Jude (1968), Get Back (1969), Let It Be (1970).
Tra il 1962 e il 1970 McCartney pubblica con i Beatles 24 singoli e 13 album, oltre ad altre pubblicazioni per il mercato americano.

### L'esordio da solista (1970)
(Paul McCartney)
L'annuncio della separazione dei Beatles coincide con l'esordio come solista di McCartney, poche settimane prima dell'uscita di Let It Be, ultimo album ufficiale della band. L'album, intitolato semplicemente McCartney, è una sorta di LP "fatto in casa", che offre diversi brani scritti all'epoca dei Beatles ma mai incisi sugli album del gruppo, tra i quali spiccano Maybe I'm Amazed e Junk. Il disco, suonato interamente dal solo McCartney coadiuvato per i cori dalla moglie Linda, è accolto molto bene dal pubblico ma tiepidamente dalla critica, che apprezzerà invece di più i singoli pubblicati l'anno successivo: Another Day e Uncle Albert/Admiral Halsey che arriva in prima posizione nella Billboard Hot 100, ma non l'album Ram, accreditato alla coppia Paul & Linda McCartney e tacciato anch'esso di non essere all'altezza del passato come autore di Paul.

### I Wings (1971-1980)

#### Gli esordi con il nuovo gruppo

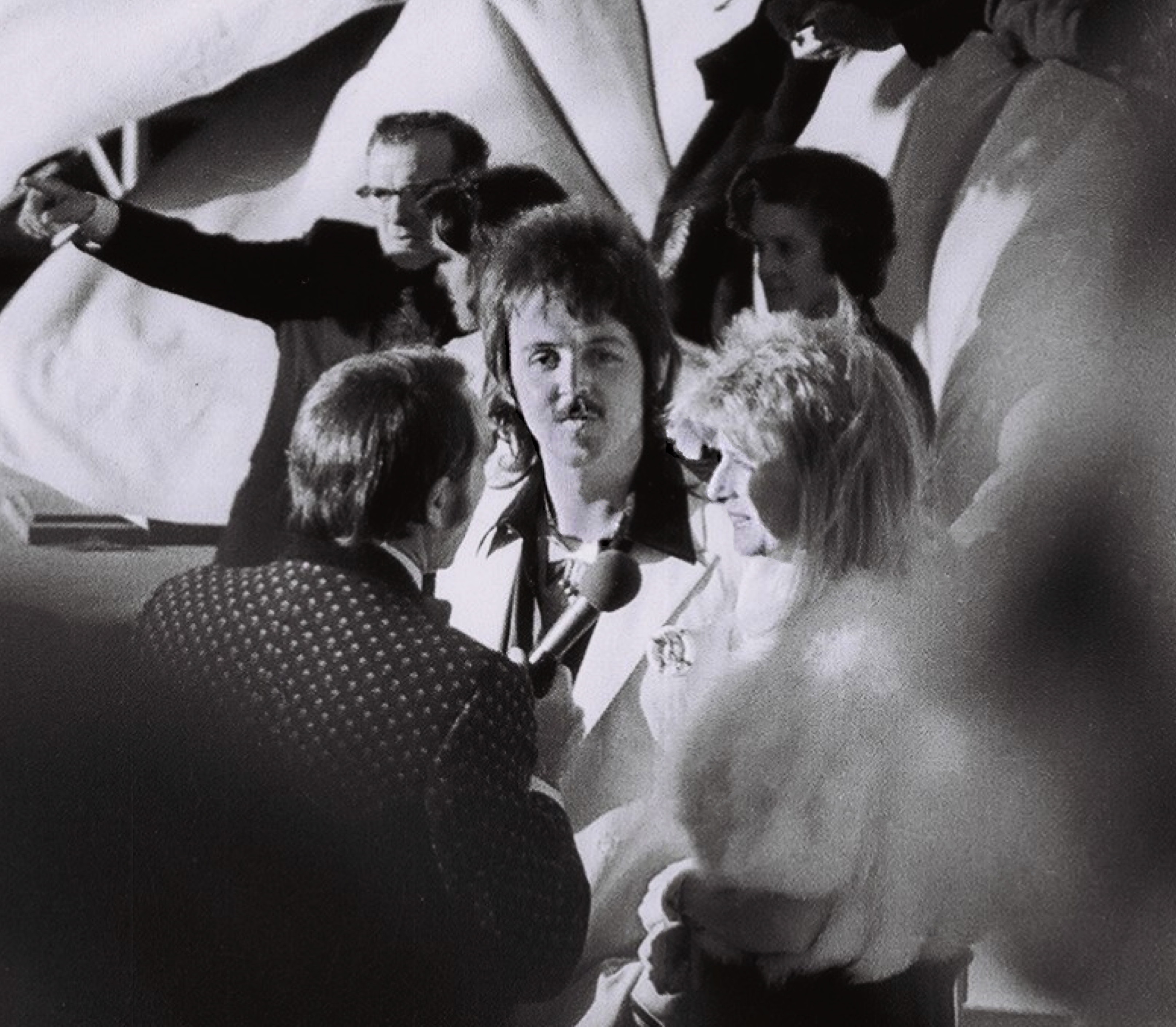
Paul e Linda McCartney agli Academy Awards del 1974

Desideroso di tornare a far parte di un gruppo, nell'estate del 1971 McCartney allestisce una prima touring band con la moglie Linda, il batterista Denny Seiwell (già sessionman in Ram) e il chitarrista Denny Laine, già membro dei Moody Blues. Il gruppo è battezzato Wings in occasione della pubblicazione di Wild Life (1971). Il disco di esordio degli Wings delude però la critica.
Alla fine del 1971, entra in formazione il chitarrista Henry McCullough, già membro della Grease Band di Joe Cocker, il quale partecipa alle registrazioni del singolo Give Ireland Back to the Irish. La canzone sarà però bandita dalla BBC.
Il difficile esordio dei Wings subisce una svolta decisiva nel corso del 1973, prima con la pubblicazione del fortunato album Red Rose Speedway, che è il primo album dei Wings a raggiungere la vetta delle classifiche negli Stati Uniti, e poi con il successo mondiale di Live and Let Die, tema del film omonimo.

#### Band on the Rune gli anni successivi

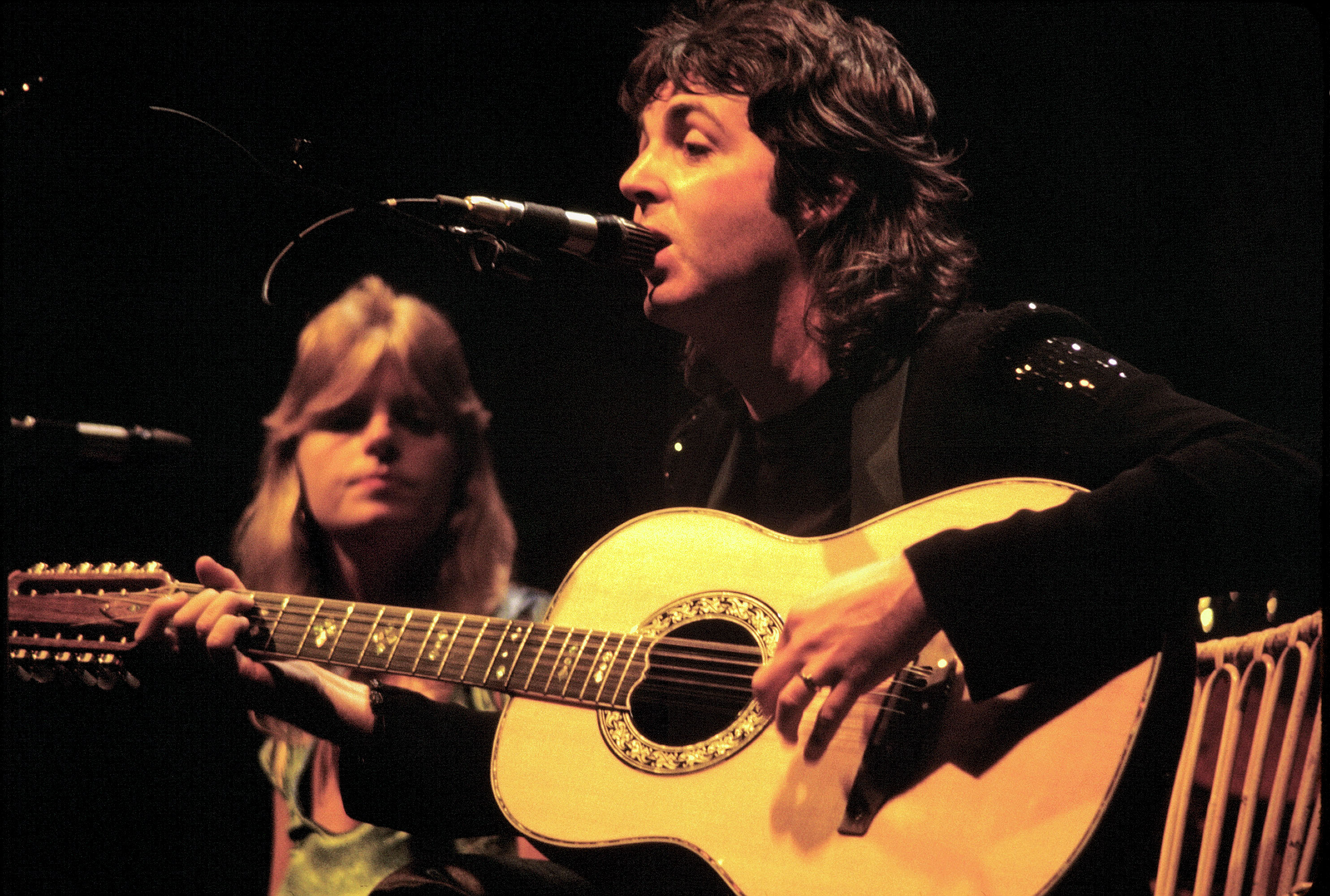
Paul e Linda McCartney nel 1976

Nel corso dell'anno, inoltre, i Wings si esibiscono in una tournée nel Regno Unito. Durante l'estate Seiwell e McCullough lasciano il gruppo. I Wings, ridotti ai soli Paul, Linda e Denny Laine, cominciano le registrazioni di Band on the Run. L'album, uscito nel dicembre del 1973, rimane in classifica per oltre due anni raggiungendo il vertice in Gran Bretagna e Stati Uniti e viene accolto molto positivamente dalla critica.

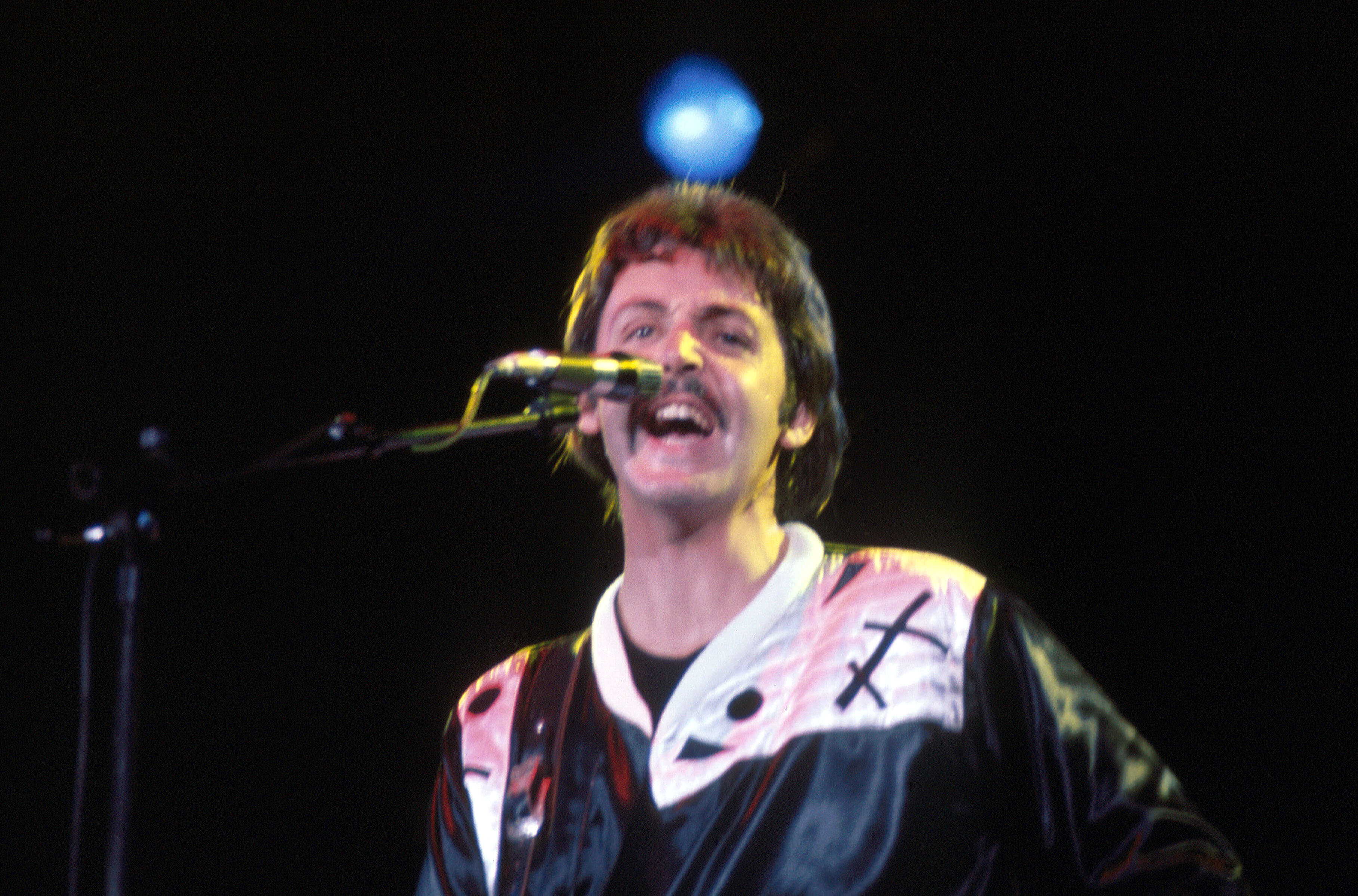
In concerto a Venezia, piazza San Marco, il 25 settembre 1976

Nel 1974 i Wings vedono l'ingresso di Jimmy McCulloch e di Geoff Britton, poi sostituito da Joe English durante le registrazioni dell'album Venus and Mars (1975). Subito dopo il gruppo intraprende un colossale tour mondiale di spettacoli dal vivo, durato oltre un anno e interrotto solo per le registrazioni di un altro top seller, Wings at the Speed of Sound (1976).
Il 25 settembre 1976, Paul McCartney e i Wings, con sua moglie Linda, tennero un concerto in Piazza San Marco a Venezia
Dopo la sua parte americana, "Wings Over America", la tournée si conclude verso la fine del 1976 con tre serate londinesi. I momenti migliori degli show saranno poi raccolti sul triplo album dal vivo Wings over America (1976).
Nel 1977 i Wings hanno una pausa discografica, dopo l'abbandono di Jimmy McCulloch e di Joe English, ma il successivo singolo Mull of Kintyre, ispirato alla tradizione folk scozzese, diviene il singolo di maggior successo del Regno Unito, arrivando a superare, con oltre due milioni di copie vendute, il record di She Loves You dei Beatles.
Nella primavera del 1978 segue l'album London Town. L'album, registrato tra il febbraio 1977 e il gennaio 1978 in parte presso gli studi londinesi di Abbey Road e in parte a bordo di alcuni yacht al largo delle Isole Vergini, è caratterizzato da sonorità a tinte folk e impiega strumentazione e arrangiamenti particolari.
Agli inizi del 1979 McCartney firma un contratto per il mercato americano con la casa discografica Columbia. Poi, dopo nuovi arrivi nell'organico dei Wings (Steve Holly e Laurence Juber) il gruppo registra il suo ultimo album: Back to the Egg (1979). In due brani McCartney schiera una grande formazione di all-star denominata Rockestra.

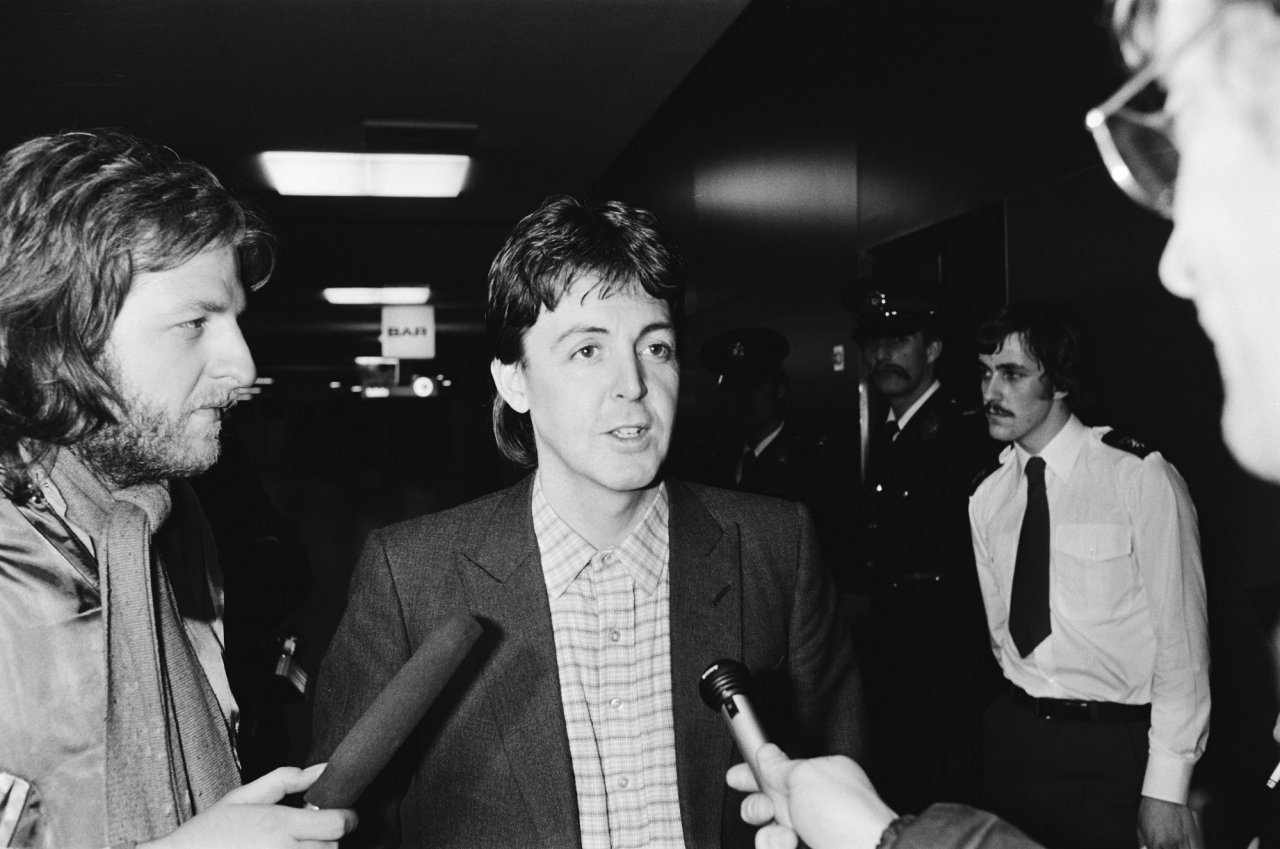
Paul McCartney nel 1980

Già in tour dal novembre 1979, nel gennaio del 1980, mentre stava per cominciare una serie di concerti in Giappone, McCartney viene arrestato all'aeroporto di Tokyo per possesso di marijuana.
Quattro mesi dopo, decide di ripresentarsi al pubblico in versione "solo" concludendo il ciclo ideale iniziatosi dieci anni prima con McCartney. Nell'album McCartney II (1980), l'artista suona infatti di nuovo tutti gli strumenti, questa volta dando enfasi ai sintetizzatori invece che alle chitarre. I singoli Coming Up e Waterfalls furono hit in Gran Bretagna e negli Stati Uniti.
Dopo la morte di Lennon, McCartney per un certo periodo decide di non tenere concerti. Spiegherà in seguito che la causa della sua scelta era la sua paura di essere "il prossimo" a essere assassinato. Questo determinerà un disaccordo con Denny Laine, il quale, al contrario, desiderava continuare le esibizioni e che nell'aprile 1981 lascerà i Wings. Subito dopo McCartney scioglie il gruppo.

### Anni ottanta: collaborazioni, concerti benefici e ritorno alle origini

#### Tug of WarePipes of Peace
Con gli album Tug of War, del 1982 e Pipes of Peace del 1983 riprende la collaborazione con Ringo Starr e George Martin raggiungendo di nuovo l'apice delle classifiche, come pure con i singoli dello stesso periodo: Ebony and Ivory in duetto con Stevie Wonder, The Girl Is Mine, e Say Say Say, con Michael Jackson.

#### Altri album e progetti
Rilanciato al top delle classifiche mondiali, McCartney nel 1984 esordisce anche come sceneggiatore con il film Give My Regards to Broad Street, di cui fu anche protagonista. La colonna sonora entrerà nella top 10 di Gran Bretagna e Stati Uniti, trainata dal successo della ballata No More Lonely Nights, ma il film non avrà successo né commerciale né di critica. Sempre nel 1984, McCartney pubblica We All Stand Together, per il film animato Rupert and the Frog Song.
Il 13 luglio 1985 McCartney partecipa al Live Aid con Let It Be eseguita da solo al pianoforte e raggiunto al termine del brano da Bob Geldof, David Bowie, Pete Townshend e Alison Moyet. Del 1985 è anche la canzone Spies Like Us colonna sonora del film Spie come noi con Dan Aykroyd e Chevy Chase.
Nel tentativo di dare alla propria musica un sound più contemporaneo per l'album Press to Play (1986) McCartney si affida al produttore Hugh Padgham e alla collaborazione di Eric Stewart, Pete Townshend, Phil Collins e Carlos Alomar. Nonostante ciò, l'album, pur ricevendo le migliori critiche degli ultimi anni per McCartney, è il meno venduto della sua carriera da solista, arrivando all'ottavo posto in Gran Bretagna, ma non oltre il 30º negli Stati Uniti. Anche i singoli Press, Pretty Little Head e Only Love Remains non hanno fortuna nelle vendite.
Nel frattempo, l'artista comincia una serie di nostalgiche sessioni di registrazione che lo vedranno impegnato con Mick Green, Nick Garvey, Henry Spinetti, Chris Whitten e Mickey Gallagher: il materiale, costituito da vecchi standard del rock and roll, viene inizialmente pubblicato in parte su due EP. Alla fine del 1987 pubblica l'antologia All the Best! contenente il brano inedito Once Upon a Long Ago.
I vecchi standard registrati a inizio '87 saranno poi recuperati per intero e pubblicati su Снова в СССР (1988), primo album di musica rock occidentale dedicato esclusivamente al mercato sovietico. Al clamore suscitato dall'improvvisa "svolta a est", si accompagnerà in seguito la curiosità per il sodalizio artistico con Elvis Costello, primo partner dell'ex-Beatle dopo John Lennon. I due scrivono insieme sette canzoni, distribuite fra il singolo Once Upon a Long Ago (McCartney, 1987), l'album Spike (Costello, 1989) e Flowers in the Dirt (1989).
Il 24 febbraio 1988 è ospite al Festival di Sanremo.
Nel maggio 1989, qualche settimana prima dell'uscita del disco, McCartney partecipa con Gerry Marsden, Holly Johnson e altri musicisti di Liverpool a un 45 giri benefico per le vittime della strage di Hillsborough. La canzone scelta per il lato A è il vecchio inno beat Ferry 'Cross The Mersey, di Gerry and the Pacemakers, che torna così al primo posto della classifica inglese ventiquattro anni dopo la versione originale.

### Anni novanta

#### Il tour mondiale,Anthologye la morte di Linda

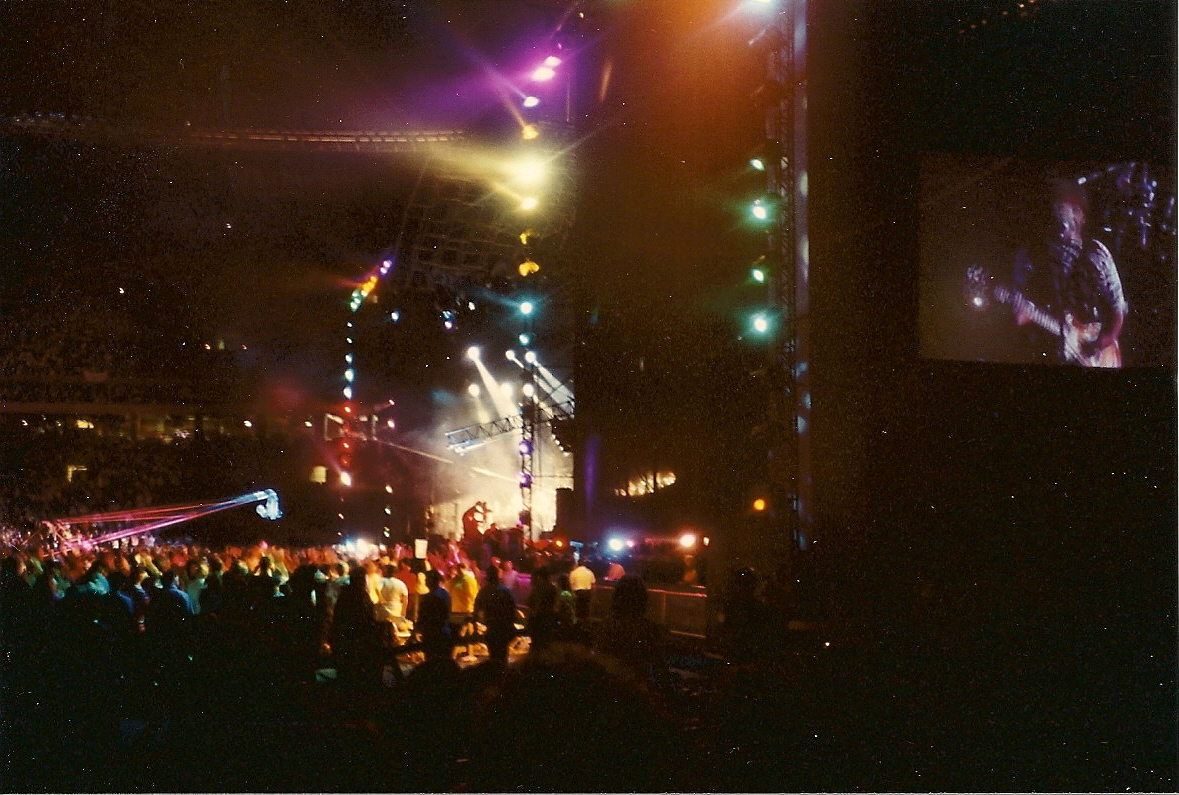
Il World Tour al Veteran Stadium, Philadelphia (1990)

McCartney comincia il nuovo decennio nel pieno del suo primo tour dopo la morte di Lennon: "The Paul McCartney World Tour", avviato nell'autunno del 1989 con una formazione comprendente la moglie Linda, Robbie McIntosh, Hamish Stuart, Paul "Wix" Wickens e Chris Whitten. Sebbene promuovesse l'album Flowers in the Dirt, nei 104 concerti tenuti in Europa (tra cui alcune date in Italia), America e Giappone, incluse numerose canzoni dei Beatles, per la prima volta dall'avvio della sua carriera solista. Nell'esibizione di Liverpool l'artista esegue tra l'altro un medley dedicato a John Lennon (composto da Help!, Strawberry Fields Forever e Give Peace a Chance). Il tour sarà documentato da Tripping the Live Fantastic (1990), doppio album dal vivo composto in gran parte dal repertorio dei Beatles.
Il 15 gennaio 1991 registra per la seconda stagione di "MTV Unplugged" un concerto acustico in cui eseguirà cover di vecchi classici (Be Bop a Lula, San Francisco Bay Blues) e brani originali, compresa la sua prima composizione in assoluto, I Lost My Little Girl, scritta all'età di quattordici anni. Il tutto viene poi pubblicato nell'album Unplugged - The Official Bootleg, il cui successo convince altri artisti a fare altrettanto negli anni seguenti.
Del 1993 è l'album Off the Ground, in cui proseguono alcune collaborazioni prestigiose: Elvis Costello (Mistress and Maid e The Lovers That Never Were sono i due frutti della ritrovata intesa), Carl Davis e George Martin. Segue un nuovo tour mondiale (The New World Tour) e l'album Paul Is Live (1993).
Dopo il Tour del 1993 McCartney si impegna con Harrison e Starr nel progetto Anthology dei Beatles, che porterà a una serie di documentari e a tre album doppi di registrazioni inedite sia di studio sia live. In questa occasione incide con gli altri due Beatles superstiti due pezzi, aggiungendo musica e parti vocali a registrazioni di prova di Lennon risalenti agli anni settanta: Free as a Bird fu pubblicato in Anthology 1 (1995), e Real Love in Anthology 2 (1996).
All'inizio del 1997 McCartney è stato insignito del titolo di Cavaliere (Sir) dalla regina Elisabetta II, quindi ha pubblicato il nuovo album Flaming Pie. L'album ha seguito il canovaccio di McCartney (1970) e McCartney II (1980), in quanto è stato inciso pressoché in solitudine anche se non sono mancate partecipazioni di amici come Ringo Starr, George Martin, Steve Miller, Jeff Lynne e naturalmente della moglie Linda. Il lavoro è una sorta di "piccola enciclopedia" dell'intera produzione di McCartney che riesce a passare indifferentemente da ballate rock (Young Boy, Used to Be Bad) a brani con orchestra (Beautiful Night) fino a escursioni folk (Calico Skies).
McCartney ha poi realizzato Rushes I e II (1997-1998), due progetti sperimentali sotto lo pseudonimo The Fireman che avrebbe dovuto tenerne nascosta l'identità. Questi lavori hanno rivelato il suo lato più sperimentale, alle prese con musica strumentale in chiave elettronica.
Alla fine del 1997 è stato pubblicato il libro Paul McCartney: Many Years from Now, in cui McCartney confida al giornalista Barry Miles, in cinque anni di interviste, tutti i ricordi della sua vita (come enfatizza il sottotitolo dell'edizione italiana).
Il 17 aprile 1998 Linda McCartney muore in seguito all'aggravarsi del cancro che le era stato diagnosticato nel 1995. McCartney abbandonò momentaneamente ogni attività musicale.
Nel 1999 McCartney esordisce come pittore, con un'esibizione di suoi quadri a Siegen, in Germania. Nell'autunno del 1999, torna alla musica con l'album Run Devil Run, una raccolta di sue interpretazioni di classici del rock 'n' roll anni cinquanta, alle quali l'autore aggiunge tre nuove canzoni sullo stesso stile, composte per l'occasione. Di grande rilievo i musicisti che lo accompagnano in questa avventura: ancora una volta David Gilmour e Ian Paice. Con la stessa band di Run Devil Run, McCartney torna per una sola data a suonare nel glorioso Cavern Club di Liverpool, che lo aveva visto protagonista nei primi anni dei Beatles: dall'esibizione fu ricavato un DVD, Live at the Cavern Club.

#### Musica colta

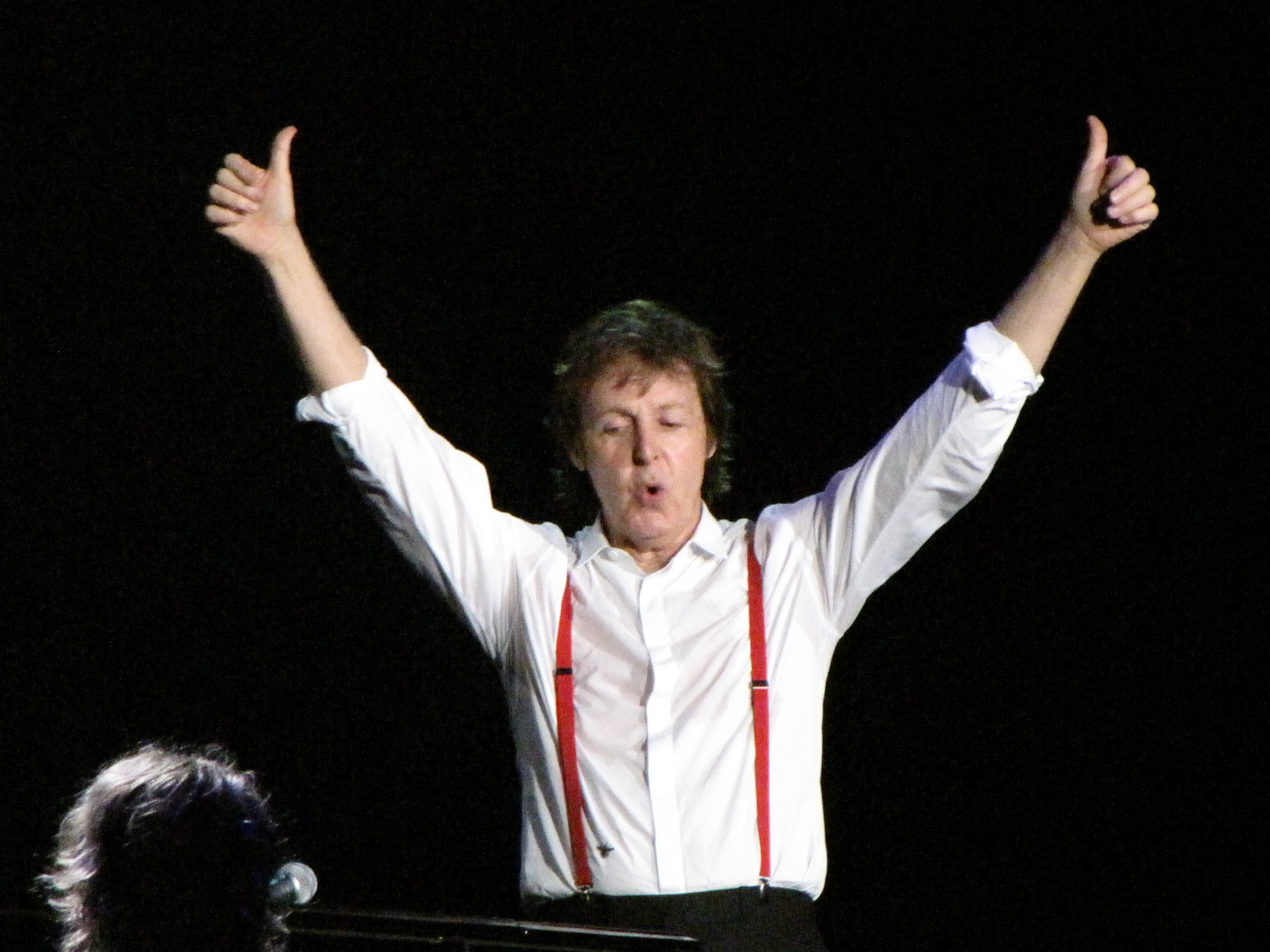
Paul McCartney a Landover, Maryland, il 1º agosto 2009

Gli anni novanta vedono Paul McCartney muovere i primi passi anche nella musica colta orchestrale, parallelamente alla sua attività nella musica pop. Nel 1991 la Royal Liverpool Philharmonic Society commissiona a McCartney un pezzo musicale per celebrare il suo 150º anniversario. McCartney quindi, con la collaborazione del direttore d'orchestra americano Carl Davis scrive la sua prima opera colta: Paul McCartney's Liverpool Oratorio. La prima assoluta dell'Oratorio è tenuta nella Cattedrale di Liverpool (dal cui coro McCartney era stato respinto all'età di undici anni) e in seguito è eseguita alla Carnegie Hall di New York.
Il 14 ottobre 1997, l'ex-Beatle ripete l'esperimento di Liverpool Oratorio presentando alla Royal Albert Hall di Londra con grande successo l'opera Standing Stone, pièce colta commissionatagli dalla EMI per celebrare i 100 anni dell'etichetta.
Il decennio si conclude con un'altra escursione nella musica colta, Working Classical (1999), divisa tra brevi composizioni eseguite da un quartetto d'archi e brani di più ampio respiro registrati con la London Symphony Orchestra.
Nell'ottobre del 2006, McCartney pubblica un nuovo lavoro classico, intitolato Ecce Cor Meum, la cui composizione ha richiesto quasi dieci anni; l'opera è stata dedicata alla memoria della prima moglie Linda.

### Anni duemila
Nel 2001, McCartney è tra i promotori del concerto-evento "The Concert for New York City", in memoria delle vittime dell'attacco terroristico dell'11 settembre. Per l'occasione, compone una nuova canzone, Freedom, pubblicata qualche mese dopo sul nuovo album pop di inediti (il primo dopo Flaming Pie) intitolato Driving Rain. Registrato in America e condotto su buoni livelli compositivi, l'album sembra richiamare, per alcuni aspetti, l'album Ram e il primo periodo con i Wings.

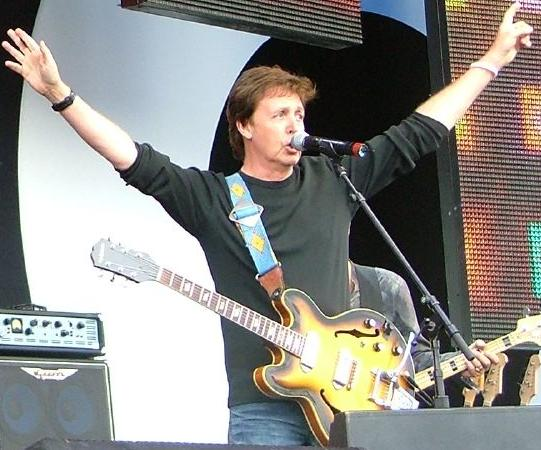
McCartney al Live 8 (2005)

Nell'aprile del 2002, McCartney inizia, a quasi dieci anni di distanza dall'ultima tournée, un tour mondiale di grande successo: partito in America (Driving USA e Back in the US), il tour ha toccato il Messico, il Giappone, l'Europa (2003, Back in the World, 2004, 04 Summer tour), per poi concludersi nuovamente negli Stati Uniti nell'inverno del 2005 ('US' Tour). McCartney ha riproposto buona parte del repertorio dei Beatles e degli Wings, nonché della sua carriera da solista. La lunga tournée ha portato alla pubblicazione di un album live (pubblicato come Back in the US negli Stati Uniti, e come Back in the World nel resto del mondo) e di un DVD live (Back in the US (DVD)). La band che lo ha accompagnato negli spettacoli dal vivo era composta da Abe Laboriel Jr. (batteria, già con Sting), Paul "Wix" Wickens (tastiere, già con McCartney nei tour del 1989 e 1993), Rusty Anderson (chitarra solista) e Brian Ray (chitarra ritmica/basso).
Sempre nel 2002, Paul McCartney sposa l'ex modella Heather Mills, dalla quale ha avuto una figlia (Beatrice), e da cui ha annunciato la sua separazione nel maggio del 2006. Al termine di una feroce battaglia legale tra McCartney e la Mills per la divisione dell'enorme patrimonio del cantante, stimato in oltre 850 milioni di sterline, e per l'affidamento della figlia, il 17 febbraio 2008 il suo legale ha annunciato che McCartney ha deciso di accordare all'ex moglie il pagamento di 65 milioni di sterline.
Nel 2003, nel corso del Tour Back in the World, McCartney si esibisce il 10 e l'11 maggio a Roma per il Telecomcerto. Il primo dei concerti viene realizzato all'interno del Colosseo davanti a soli 300 spettatori. Il secondo dei concerti, gratuito, ebbe invece 500.000 spettatori.
Sempre nel maggio del 2003, McCartney si esibisce a Mosca ponendo fine a un embargo musicale instaurato nei confronti dei Beatles negli anni sessanta dal regime comunista, timoroso dei possibili effetti dello sbarco in terra russa dei "fab four". Un anno dopo, nel maggio del 2004, McCartney torna in Russia, in occasione di un concerto a San Pietroburgo.

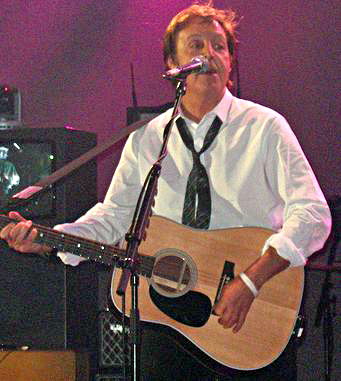
McCartney ai "BBC Electric Proms" a Camden, Londra, 2007

Nel settembre del 2005, McCartney pubblica un nuovo album di inediti Chaos and Creation in the Backyard, le cui sonorità richiamano fortemente lo stile dei Beatles. Come già avvenuto in Flaming Pie, anche in Chaos and Creation McCartney suona praticamente tutti gli strumenti presenti nella registrazione. Il produttore dell'album è Nigel Godrich (già con i Radiohead).
Il 22 marzo 2007, McCartney annuncia il passaggio alla neonata casa discografica Hear Music  Starbucks Entertainment. URL consultato il 20 ottobre 2017 (archiviato dall'url originale il 28 aprile 2007).- Starbucks Entertainment, abbandonando così la casa discografica EMI dopo 45 anni di sodalizio e collaborazione. Il 4 giugno viene pubblicato il suo nuovo album, Memory Almost Full, anticipato dal singolo Dance Tonight. Il videoclip di quest'ultimo, diretto da Michel Gondry, e in cui appare l'attrice Natalie Portman, è utilizzato dalla Apple nello spot del nuovo iPod, che vede lo stesso McCartney protagonista.
Il 6 novembre 2008 Paul McCartney partecipa alla consegna dei premi musicali Mtv Europe, ove è premiato nella sua città natale, Liverpool, tra le acclamazioni dei migliaia di fan presenti.
L'ex beatle è stato candidato e premiato come Ultimate Legend ("leggenda definitiva") alla quindicesima edizione del premio Mtv, uno degli eventi più importanti per la musica pop. «Questo è l'uomo che ha inventato il mio lavoro», ha detto Bono, leader degli U2, presentando McCartney e dando risalto al suo fondamentale apporto alla musica contemporanea.
Nel novembre del 2008, tornando a rivestire dopo circa dieci anni i panni di The Fireman, McCartney pubblica l'album Electric Arguments. Il lavoro ha ripreso alcune delle atmosfere già sperimentate nei precedenti lavori dei Fireman, elaborate però con una vena maggiormente melodica e con l'aggiunta di parole alla musica. L'album è stato composto e realizzato in tredici giorni (uno per canzone) e registrato nello studio di registrazione personale di McCartney nel Sussex.
Il 27 giugno 2009 Paul McCartney è stato ospite al concerto di Neil Young all'Hyde Park di Londra duettando con Neil nella canzone A Day in the Life dei Beatles.

### Anni duemiladieci
Nel 2010 scrive la canzone (I Want to) Come Home insieme con Dario Marianelli, il quale ha scritto l'arrangiamento per orchestra, per il film Stanno tutti bene - Everybody's Fine.

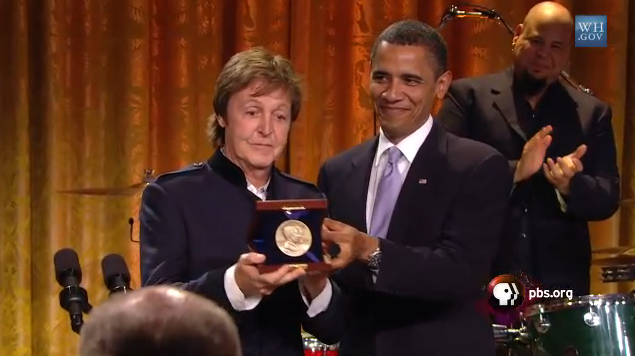
McCartney riceve il premio Gershwin dal presidente statunitense Barack Obama

Il 1º giugno 2010 Paul McCartney ha ricevuto il Gershwin Award dalla Biblioteca del Congresso di Washington. Il riconoscimento è per l'insieme delle sue opere sia da autore sia da scrittore e interprete di canzoni popolari. Il premio, consegnatogli da Barack Obama, è stato attribuito in precedenza a nomi come Paul Simon e Stevie Wonder. È la prima volta che viene assegnato a un artista non americano.

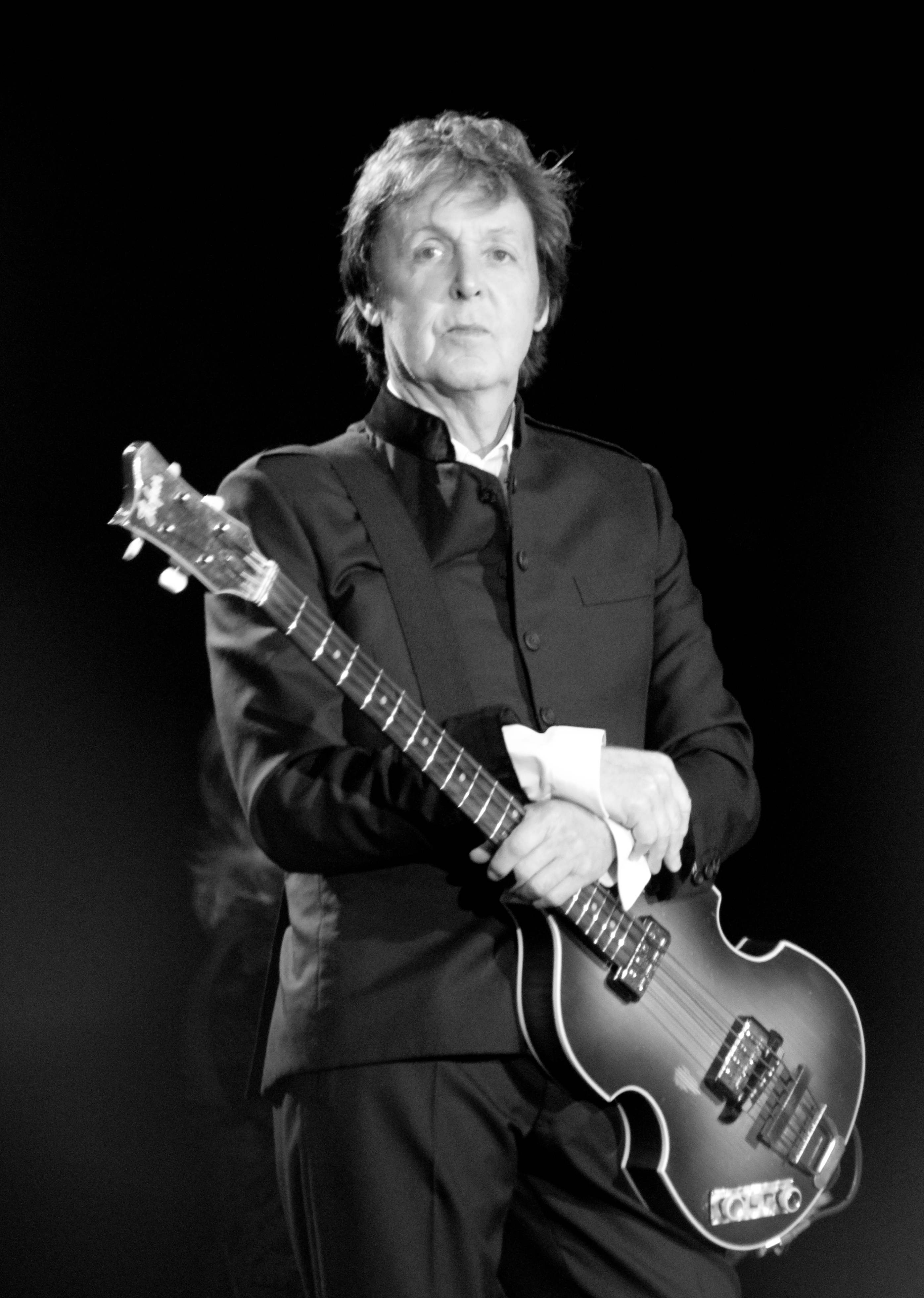
Paul McCartney nel 2010

Il 27 giugno dello stesso anno McCartney ha preso parte al concerto Hard Rock Calling presso l'Hyde Park di Londra come artista principale del Main Stage del festival. Durante la serata, l'ex-Beatle ha eseguito buona parte dei suoi successi solisti dell'epoca beatlesiana e dell'epoca dei Wings.
Il 26 e il 27 novembre 2011 si è esibito all'Unipol Arena di Casalecchio di Reno, nelle vicinanze di Bologna; e al Palaforum di Assago, a Milano, come date italiane del suo On the Run Tour.
Il 6 febbraio 2012 Paul McCartney pubblica Kisses on the Bottom, album di cover e con due inediti di sapore jazzistico anni venti e trenta. L'album vede le grandi collaborazioni di Paul con Stevie Wonder, che replica il successo avuto 30 anni prima con Ebony and Ivory (1982), nell'inedito Only Our Hearts, e Eric Clapton nell'inedito My Valentine e in Get Yourself Another Fool. Il brano My Valentine, scritto da Paul, è il brano più pubblicizzato e che ha ricevuto il maggior successo dell'intero album; si tratta di una ballata dedicata all'attuale moglie Nancy, riproposta spesso nei live successivi all'uscita dell'album. Il videoclip del brano vede protagonisti due importanti attori come Natalie Portman, come in Dance Tonight del 2007, e Johnny Depp.
La sera del 4 giugno 2012 si è esibito come ultimo artista in un grande concerto organizzato davanti a Buckingham Palace, durante le celebrazioni del giubileo di diamante della regina Elisabetta II, in occasione del suo 60º anno di regno.
Il 28 luglio 2012 si è esibito allo Stadio Olimpico di Londra chiudendo la cerimonia di apertura dei Giochi della XXX Olimpiade, suonando Hey Jude.
Il 12 dicembre 2012 si è esibito in una inedita e molto curiosa performance come front-man dei membri superstiti dei Nirvana durante il concerto dedicato alle vittime dell'uragano Sandy a New York (12-12-12: The Concert for Sandy Relief), con un pezzo inedito intitolato Cut Me Some Slack, successivamente inserita in Sound City: Real to Reel, colonna sonora del film diretto da Dave Grohl, Sound City. A sua detta, fino a poche ore prima del concerto non si era nemmeno reso conto che stesse andando a ricoprire di fatto, anche se solo per una volta, il ruolo che fu fino a 18 anni prima di Kurt Cobain, poiché Dave Grohl si era limitato a dirgli che doveva suonare con alcuni suoi vecchi amici.
Il 2013 è un anno che vede il baronetto girare nuovamente il mondo insieme con la sua collaudata band, con una nuova tournée: l'Out There! Tour. Questo nuovo tour ha previsto anche una data italiana, all'Arena di Verona il 25 giugno 2013.
Il 14 ottobre 2013 Paul pubblica un nuovo album di inediti, New, di genere pop-rock e ben 6 anni dopo Memory Almost Full. L'uscita dell'album viene anticipata da varie improvvisazioni live, soprattutto a Londra e New York, e dall'uscita, il 29 agosto 2013, del primo singolo estratto, l'omonima New. Dal medesimo album è uscito il 24 ottobre 2013 il secondo singolo, Queenie Eye. L'album, che ha visto la collaborazione di ben quattro produttori discografici diversi, Giles Martin (figlio di George Martin, storico produttore dei Beatles), Mark Ronson, Ethan Johns e Paul Epworth, ha ricevuto opinioni molto positive sia dalla critica sia da molti colleghi musicisti.
Il 26 gennaio 2014 ha vinto un Grammy Award per la "miglior canzone rock" con il pezzo Cut Me Some Slack, suonato con i membri rimanenti dei Nirvana. Per l'occasione è stato coinvolto nella celebrazione del 50º anniversario dello sbarco dei Beatles in America: si è consumata infatti in quell'occasione la riunione tra i due membri superstiti della storica band di Liverpool, Paul McCartney e Ringo Starr; i due hanno duettato in Queenie Eye, ultimo singolo di Paul. I due ex Beatles si sono nuovamente esibiti insieme il giorno successivo, in occasione del The Night That Changed America: A Grammy Salute to The Beatles, programma mandato in onda il 7 febbraio 2014 dalla CBS per celebrare il 50º anniversario del primo spettacolo dei Beatles all'Ed Sullivan Show. In quella serata, in cui si sono esibiti tra gli altri i Maroon 5, Stevie Wonder, Jeff Lynne, Joe Walsh, Katy Perry, Eurythmics, Alicia Keys, John Legend e Dave Grohl, interpretando alcuni brani della band inglese, Paul e Ringo hanno suonato insieme With a Little Help from My Friends e Hey Jude.
Il 9 marzo 2014 Paul annuncia l'intenzione di tornare in tournée nel corso dell'anno, ufficializzando la prima data il 21 aprile 2014 a Santiago in Cile come prosecuzione del suo Out There! Tour dell'anno precedente. Il 13 marzo successivo aggiunge tre date, sempre in Sud America: il 25 aprile a Lima (Perù, il 28 aprile a Quito (Ecuador) e 1º maggio a San José (Costa Rica).
Nel 2014 Paul collabora con la Bungie e l'Activision componendo gran parte della colonna sonora del videogioco Destiny, per la quale scrive e incide il brano inedito Hope for the Future, inserito nei titoli di coda del videogioco. Nello stesso anno collabora con Kanye West al singolo Only One, pubblicato il 31 dicembre.
Il 23 gennaio 2015 esce il nuovo singolo di Rihanna, FourFiveSeconds, che vede la collaborazione di Paul McCartney e Kanye West, i quali poi si esibiscono l'8 febbraio con quest'ultima canzone durante i Grammy Awards.
il 4 maggio 2018 viene nominato "compagno d'onore" (Companion of Honour) dalla regina Elisabetta II.
Il 7 settembre 2018 è uscito l'album Egypt Station, pubblicizzato nei mesi precedenti da piccoli spettacoli a sorpresa in varie città britanniche e non. L'ultimo tra questi spettacoli si è tenuto alla Grand Central Station di New York proprio il 7 settembre.
Il 2 febbraio 2024, in occasione del 50º anniversario di Band on the Run, è uscito l'LP Band on the Run 50th Anniversary Edition, contenente una serie di remix; mentre il 14 giugno è stato pubblicato One Hand Clapping, un album live registrato nel 1974 ma mai ufficialmente pubblicato se non attraverso bootleg. È stato accompagnato da un documentario dello stesso nome uscito a settembre e il singolo Blackpool.
Nello stesso anno riprende la sua tournée Got Back Tour, in America meridionale ed Europa.

## Strumentazione
Paul McCartney è un musicista polistrumentista: predilige il basso e il pianoforte, ma suona anche la chitarra, l'organo, il mellotron, il contrabbasso, è un abile batterista, flautista, un discreto trombettista e, principalmente durante le esibizioni live, suona anche l'ukulele e il mandolino.
Segue una lista degli strumenti suonati nel corso degli anni da Paul McCartney:

### Bassi
- 1961: 1961 Höfner 500/1 Violin Bass - Fu il principale basso usato da McCartney nei Beatles, nelle esibizioni live (1960-1966) e in studio di registrazione (1962-1965, 1969). McCartney suona lo strumento in ogni album del gruppo da Please Please Me (1963) a Help! (1965), per poi tornare ad usarlo in Let It Be (1969). Rubato nel 1972, è stato ritrovato accidentalmente nel 2024 in una soffitta ad Hastings[87].
- 1965: 1964 Rickenbacker 4001S (Fire-glo) - Usato dal 1965, durante le registrazioni dell'album Rubber Soul, in poi; Paul ha suonato lo strumento anche durante la carriera solista.
- 1968: 1966 Fender Jazz Bass - Basso elettrico colore "sunburst", venne usato da Paul nel periodo 1968-1969 per registrare le tracce: Yer Blues, Glass Onion, While My Guitar Gently Weeps, Sun King e Mean Mr. Mustard.
- 1975: 1964 stripped down Rickenbacker 4001S
- Yamaha BB1200 Bass - Basso elettrico usato il più delle volte nel periodo 1975-1985.
- Wal 5-String Bass - Basso elettrico 5 corde usato il più delle volte alla fine degli anni ottanta.
- Bill Black's original double bass - Il contrabbasso originale suonato da Bill Black nei Blue Moon Boys con Elvis Presley tra il 1954 e 1955; regalatogli da Linda in occasione di un suo compleanno, McCartney lo conserva come una reliquia ed è molto orgoglioso di possederlo; lo usa per lo più per alcune registrazioni in studio (Flaming Pie) o in occasione di documentari (Chaos and Creation in the Backyard e In The World Tonight) e video clip (Beautiful Night).

### Pianoforti e tastiere
- Yamaha - Pianoforte a coda nero
- Psychedelic Magic Piano - Pianoforte verticale multicolor apparso in live per le prime volte attorno al 1989
- Mellotron Mk II

Chitarre
- 1956: Zenith model 17 - Chitarra acustica
- 1960: Rosetti Solid 7 - Chitarra semi-acustica
- 1960: Hofner Club 40 - Chitarra elettrica
- 1964: 1964 Epiphone Texan FT-79 - Chitarra acustica
- 1964: 1962 Epiphone Casino ES-230TD - Chitarra elettrica; fu il primo tra i Beatles ad acquistarla, nel 1965; l'anno successivo anche Harrison e Lennon ne acquistarono un modello simile e la più celebre è quella di quest'ultimo, sverniciata dal colore originale su consiglio di Harrison, convinto che così il legno potesse "respirare" e suonare meglio. Continua a suonarla live ancora oggi, in particolare per l'esecuzione di Paperback Writer
- 1966: 1964 Fender Esquire - Chitarra elettrica utilizzata da Paul durante le sessioni di Helter Skelter e Good Morning Good Morning
- 1968: 1967 Martin D-28 - Chitarra acustica
- Gibson Les Paul - Chitarra elettrica
- Gibson Les Paul 10-foot - Chitarra elettrica firmata da Paul McCartney, nata da un'iniziativa benefica della Gibson nel 2007
- Gibson J-185 12 strings - Chitarra acustica 12 corde
- Baratto Cigar Box Guitar - Chitarra elettrica 4 corde utilizzata quasi esclusivamente in live per l'esecuzione del brano Cut Me Some Slack in collaborazione con i Nirvana

Mandolini
- Mandolino per mancini - Venne acquistato personalmente da McCartney in un negozio di strumenti musicali a Londra nel 2006

Ukulele
- Ukulele marrone - Utilizzato per la prima volta in live durante il Concert for George alla Royal Albert Hall di Londra nel 2002

## Successi artistici
(Paul McCartney)
Ex membro dei Beatles (1960-1970) e dei Wings (1971-1981), McCartney ha in seguito avuto una brillante carriera sia da solista sia partecipando a varie collaborazioni artistiche (ad esempio con Stevie Wonder, Michael Jackson, Elvis Costello e Youth per il duo The Fireman) ed è considerato uno dei compositori di maggior successo nella storia della musica pop e rock.
McCartney compare nel Guinness dei primati come uno tra i musicisti e compositori di maggior successo nella storia della musica pop, con 60 dischi d'oro e 100 milioni di singoli venduti. La canzone Yesterday è anch'essa nel Guinness come la canzone più eseguita della storia: più di sette milioni di volte solo nelle TV e nelle radio degli Stati Uniti. Il singolo degli Wings del 1977, Mull of Kintyre, è stato il primo singolo a superare due milioni di copie vendute nel Regno Unito e rimase il singolo più venduto in Inghilterra, esclusi quelli di beneficenza,.
La sua compagnia, MPL Communications, possiede i diritti d'autore di più di tremila canzoni, tra cui l'intero catalogo di Buddy Holly, insieme ai diritti cinematografici di musical come Guys and Dolls, Grease e A Chorus Line. I diritti delle canzoni che McCartney aveva scritto con John Lennon per i Beatles furono acquistati per il 25% del totale da Michael Jackson nel 1985. Successivamente il catalogo del gruppo venne fuso al catalogo della Sony, dando vita a uno dei cataloghi musicali più corposi del mondo, l'ATV Music Publishing. McCartney risulta inoltre il musicista più ricco: nel 2002 il suo patrimonio venne valutato in 2 miliardi di euro.
A metà degli anni novanta, McCartney intervenne per salvare la sua vecchia scuola superiore dalla condizione di abbandono in cui versava, convertendola nel Liverpool Institute for Performing Arts (LIPA), un istituto con scopi di formazione artistica e teatrale.
L'11 marzo 1997 McCartney è insignito dell'onorificenza del Cavalierato dalla Regina Elisabetta II per i suoi meriti discografici. I 60 dischi d'oro e gli oltre 100 milioni di copie vendute hanno portato un importantissimo contributo all'industria discografica inglese.
L'8 settembre 2012 è stato decorato con la Legion d'Onore nel salone dell'Eliseo, a Parigi, dal Capo dello Stato francese François Hollande «per l'intera sua opera», ha dichiarato l'Eliseo in una breve nota.
Il 26 febbraio 2014, presso la 02 Academy Brixton di Londra, McCartney è stato nominato Songwriter's Songwriter, premio speciale istituito dall'NME. Il nome di Macca è stato menzionato "dai suoi colleghi" e Mike Williams, il direttore del settimanale musicale britannico, ha affermato: "Abbiamo parlato con i maggiori musicisti e ci hanno detto tutti: datelo a Paul McCartney, è il più grande compositore del mondo. È giusto festeggiare lo straordinario talento di Paul, e sono onoratissimo che l'NME gli stia per dare questo speciale premio Songwriter's Songwriter".

## Discografia

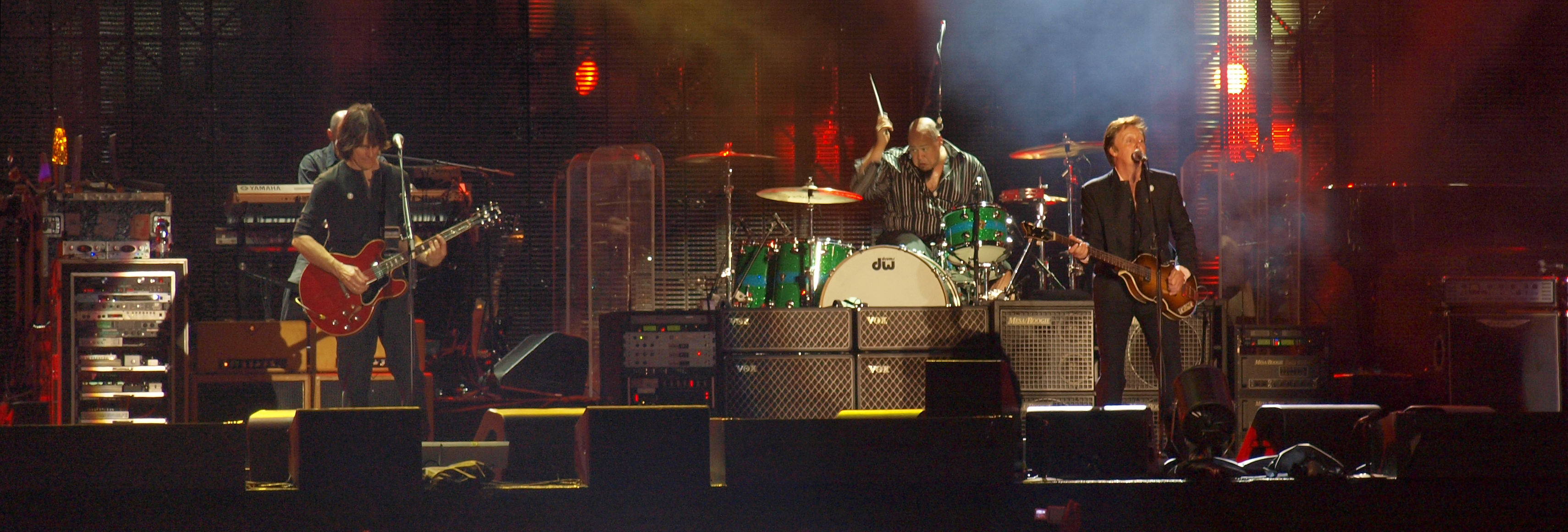
McCartney in concerto a Tel Aviv, 2008

### Album studio

#### Solista
- 1967 - The Family Way (colonna sonora)
- 1970 - McCartney
- 1971 - Ram (con Linda McCartney)
- 1977 - Thrillington (versione orchestrale di Ram, a nome Percy Thrillington)
- 1980 - McCartney II
- 1982 - Tug of War
- 1983 - Pipes of Peace
- 1984 - Give My Regards to Broad Street (colonna sonora in cui McCartney reinterpreta suoi brani)
- 1986 - Press to Play
- 1988 - CHOBA B CCCP (album di cover rock and roll)
- 1989 - Flowers in the Dirt
- 1991 - Paul McCartney's Liverpool Oratorio (con Carl Davis)
- 1993 - Off the Ground
- 1997 - Flaming Pie
- 1997 - Standing Stone
- 1999 - Run Devil Run (album di cover rock and roll)
- 1999 - Working Classical
- 2001 - Driving Rain
- 2005 - Twin Freaks (album remix con DJ Freelance Hellraiser, a nome Twin Freaks)
- 2005 - Chaos and Creation in the Backyard
- 2006 - Ecce Cor Meum
- 2007 - Memory Almost Full
- 2011 - Ocean's Kingdom
- 2012 - Kisses on the Bottom (album di cover jazz)
- 2013 - New
- 2018 - Egypt Station
- 2020 - McCartney III
- 2021 - McCartney III Imagined (versione di McCartney III reinterpretata da artisti scelti da McCartney)

#### The Fireman
- 1993 - Strawberries Oceans Ships Forest
- 1998 - Rushes
- 2008 - Electric Arguments

#### Wings
- 1971 - Wild Life
- 1973 - Red Rose Speedway
- 1973 - Band on the Run
- 1975 - Venus and Mars
- 1976 - Wings at the Speed of Sound
- 1978 - London Town
- 1979 - Back to the Egg

#### The Beatles
- 1963 - Please Please Me
- 1963 - With the Beatles
- 1964 - A Hard Day's Night
- 1964 - Beatles for Sale
- 1965 - Help!
- 1965 - Rubber Soul
- 1966 - Revolver
- 1967 - Sgt. Pepper's Lonely Hearts Club Band
- 1967 - Magical Mystery Tour (doppio EP)
- 1968 - The Beatles (doppio LP)
- 1969 - Yellow Submarine
- 1969 - Abbey Road
- 1970 - Let It Be

### Live

#### Da solista
- 1990 - Tripping the Live Fantastic (triplo LP)
- 1991 - Unplugged - The Official Bootleg
- 1993 - Paul Is Live
- 2002 - Back in the U.S. (doppio CD)
- 2003 - Back in the World (doppio CD)
- 2007 - Amoeba's Secret (EP) (poi pubblicato su CD nel 2009 e in versione completa nel 2019)
- 2009 - Good Evening New York City (doppio CD)
- 2010 - Paul McCartney Live in Los Angeles
- 2019 - Amoeba's Gig

#### Wings
- 1976 - Wings Over America (triplo LP)
- 2018 - Wings Over Europe
- 2024 - One Hand Clapping

#### The Beatles
- 1977 - Live! at the Star-Club in Hamburg, Germany; 1962 (doppio LP)
- 1977 - The Beatles at the Hollywood Bowl
- 1994 - Live at the BBC (doppio CD)
- 2013 - On Air - Live at the BBC Volume 2 (doppio CD)

### Raccolte

#### Da solista
- 1987 -  All The Best! (doppio LP)
- 2016 - Pure McCartney

#### Wings
- 1978 - Wings Greatest
- 2024 - Band on the Run 50th Anniversary Edition

#### Solista e Wings
- 2001 - Wingspan: Hits and History

#### The Beatles
- 1966 - A Collection of Beatles Oldies (But Goldies!)
- 1973 - 1962-1966
- 1973 - 1967-1970
- 1995 - Anthology 1
- 1996 - Anthology 2
- 1996 - Anthology 3
- 1999 - Yellow Submarine Songtrack
- 2000 - 1
- 2006 - Love

### Box sets

#### Da solista
- 2022 - McCartney I II III
- 2022 - The 7'' Singles Box

## Filmografia

### Da solista
- 1984 - Broad Street (Give My Regards to Broad Street); è anche protagonista del videogioco Give My Regards to Broad Street tratto dal film
- 1989 - Put It There
- 1991 - Paul McCartney's Liverpool Oratorio
- 1991 - Get Back
- 1993 - Paul Is Live
- 1997 - In the World Tonight
- 1997 - Standing Stone
- 1999 - Live at the Cavern Club
- 2001 - Wingspan: An Intimate Portrait
- 2002 - Back in the U.S.
- 2004 - The Music and Animation Collection
- 2005 - Paul McCartney in Red Square
- 2006 - The Space Within Us
- 2007 - The McCartney Years
- 2008 - Ecce Cor Meum
- 2009 - Good Evening New York City
- 2011 - The Love We Make
- 2012 - Live Kisses
- 2017 - Pirati dei Caraibi - La vendetta di Salazar (Pirates of the Caribbean: Dead Men Tell No Tales), regia di Joachim Rønning e Espen Sandberg

### Wings
- 1980 - Rockshow
- 2018 - The Bruce McMouse Show

### The Beatles
- 1964 - Tutti per uno (A Hard Day's Night), regia di Richard Lester
- 1965 - Aiuto! (Help!), regia di Richard Lester
- 1967 - Magical Mystery Tour, regia dei The Beatles (film per la televisione)
- 1968 - Yellow Submarine, regia di George Dunning (film di animazione)
- 1970 - Let It Be - Un giorno con i Beatles (Let It Be), regia di Michael Lindsay-Hogg

## Vita privata, interessi e relazioni personali

### Relazioni personali

#### Jane Asher (1963-1968)
McCartney conobbe l'attrice britannica Jane Asher il 18 aprile 1963, quando un fotografo le chiese di posare con lui a un'esibizione dei Beatles alla Royal Albert Hall di Londra. I due ebbero una relazione e Paul convisse con la Asher nella casa dei genitori di lei in Wimpole Street a Londra, dove visse per circa tre anni prima che la coppia si trasferisse in una casa di proprietà di McCartney a St John's Wood. Compose anche diverse canzoni durante la sua permanenza dagli Asher, compresa Yesterday, e diverse furono ispirate dalla stessa Jane, come And I Love Her, You Won't See Me, We Can Work It Out, I'm Looking Through You. In questo periodo aiutò anche il fratello di Jane, Peter, a lanciare il suo duo folk Peter & Gordon scrivendo alcune canzoni per loro di grande successo. La relazione durò cinque anni ed era in previsione il matrimonio, ma la Asher ruppe il fidanzamento per le continue infedeltà di Paul, in particolare quando scoprì McCartney a letto con un'altra donna, Francie Schwartz.

#### Linda Eastman (1969-1998)
Nel 1969, McCartney sposò la fotografa americana Linda Eastman (24 settembre 1941 - 17 aprile 1998), che "gli diede la forza e il coraggio di riprendere a lavorare" dopo la rottura dei Beatles. I due si erano conosciuti nel 1967 a un concerto di Georgie Fame, mentre Linda era impegnata in Gran Bretagna in un servizio fotografico sui musicisti della "Swinging London". Entrambi vegetariani, sostennero l'organizzazione per i diritti degli animali People for the Ethical Treatment of Animals (PETA). Oltre alla figlia di Linda, Heather (31 dicembre 1962), che venne adottata da Paul, ebbero durante il matrimonio tre figli: Mary (28 agosto 1969), Stella (13 settembre 1971) e James (12 settembre 1977). Il matrimonio durò fino alla morte di Linda.

#### Heather Mills (2002-2006)
Nel 2002, McCartney ha sposato Heather Mills, ex-modella e attivista umanitaria. Nel 2003 la coppia ebbe una figlia, Beatrice. Seguì la separazione nel 2006 e nel 2008 il divorzio. Il divorzio ebbe grande risalto mediatico, oltre che per la popolarità di McCartney, per le richieste economiche di Mills (125 milioni di sterline), per le gravi accuse rivolte contro McCartney e per lo svolgimento delle udienze (nell'ultima udienza Mills rovesciò una caraffa d'acqua sull'avvocato di McCartney).
Al termine, il giudice, accordando 24.3 milioni di sterline a Mills, definì la testimonianza di McCartney "coerente, accurata e onesta", mentre quella della Mills per gran parte "incoerente, inaccurata" e "meno che candida".

#### Nancy Shevell (2007-presente)
Dal 2007 i giornali hanno reso pubblica la relazione tra McCartney e Nancy Shevell, membro del consiglio di amministrazione della "New York Metropolitan Transportation Authority".
Il 6 maggio 2011 Paul ha dichiarato l'intenzione di sposare Nancy Shevell e il successivo 9 ottobre – data in cui ricorre il 71º compleanno di John Lennon – il matrimonio è stato celebrato al Westminster Register Office di Londra, lo stesso dove nel 1969 Paul sposò Linda, morta nel 1998 per un cancro. Alla sobria cerimonia hanno partecipato pochi ospiti tra amici e familiari, fra i quali Ringo Starr e i figli di Paul, la cui secondogenita Stella ha disegnato l'abito della sposa.

### Rapporti con gli altri ex membri

#### John Lennon
Con John Lennon, Paul instaurò tra la fine degli anni cinquanta, cioè dai tempi dei Quarrymen, alla fine degli anni sessanta, una delle più floride e prolifiche collaborazioni di compositori della storia: Lennon-McCartney. Il loro rapporto fu molto stretto e intimo, soprattutto nei primi anni, il che portò i due a lavorare fianco a fianco anche nella composizione delle canzoni. Componevano infatti scambiandosi proposte e idee, finché la canzone non veniva fuori. Alla fine degli anni sessanta, le continue liti e tensioni all'interno del gruppo, che portarono inevitabilmente allo scioglimento dello stesso, allontanarono sempre di più i due. Ciò condusse alla separazione, avvenuta pubblicamente nell'aprile 1970, in coincidenza con lo scioglimento dei Beatles.
L'ultima volta che suonò con Lennon fu nel 1974 (quattro anni dopo lo scioglimento dei Beatles) in una sessione in uno studio di Los Angeles. Le registrazioni di questa session sono state raccolte in un bootleg album: A Toot and a Snore in '74.
Secondo quanto affermato da Lennon in un'intervista del 1980, l'ultima volta che i due si videro fu nel 1976, quando Paul si presentò improvvisamente a casa sua. In quell'occasione, mentre guardavano il Saturday Night Live alla televisione, il presentatore della trasmissione invitò in studio gli ex componenti dei Beatles in cambio di una somma di denaro. I due furono tentati di presentarsi allo studio, posto nelle vicinanze della casa di Lennon, ma desistettero per la stanchezza. Da quell'episodio è tratto il film Due di noi - The Beatles (2000) di Michael Lindsay-Hogg, già regista di Let It Be.
McCartney durante i suoi concerti ancora oggi dedica sempre un momento al ricordo del suo vecchio amico John, durante il quale canta una sua canzone o gliene dedica una, ed è spesso visibilmente commosso (fra tutte, Here Today).

#### George Harrison
Il rapporto con George è stato, per certi versi, come quello che un fratello maggiore ha nei confronti del più giovane della famiglia. Paul, infatti, si è spesso rivelato molto protettivo nei confronti dell'amico Harrison e allo stesso tempo poco attento a considerarne l'alta cifra stilistica, come quest'ultimo avrebbe giustamente meritato. Nel corso delle tante sessioni di registrazione in studio, George è sempre apparso come l'autore solitario, spesso slegato dallo stile compositivo dei Beatles; Lennon/McCartney rappresentavano una coppia formidabile di autori che scrivevano canzoni insieme, sin dalle origini della band, mentre Harrison esordiva timidamente come tale, in poche occasioni e, almeno agli inizi, mai con gli stessi risultati dei suoi più gettonati compagni. Solo nella fase matura dei Beatles, la figura di Harrison, di compositore a tuttotondo, emergerà con prepotenza e originalità all'interno del gruppo e farà ricredere l'amico Paul sulle sue reali qualità di musicista.
Dopo lo scioglimento dei Beatles, i due continueranno a collaborare, soprattutto nei primi anni ottanta e dopo la morte di Lennon, alla realizzazione del singolo All Those Years Ago. George e Paul si incontreranno successivamente negli anni novanta, nell'ambito del progetto Anthology.
Paul ha contribuito anche alla realizzazione del film biografico, sulla vita di George, George Harrison: Living in the Material World di Martin Scorsese, uscito nel 2011.
McCartney, come accade per Lennon, nei suoi concerti dedica sempre un momento molto commovente al ricordo del suo vecchio compagno George, nel quale gli dedica "Something".

#### Ringo Starr
Paul e Ringo sono sempre stati in buoni rapporti, sia ai tempi dei Beatles sia dopo lo scioglimento del gruppo. Diverse sono state, nel corso degli anni, le collaborazioni dei due ex Beatles; da ricordare sono la presenza di Ringo negli album di Paul come Tug of War, Pipes of Peace e Flaming Pie, oppure nel film Give My Regards to Broad Street e molte altre ancora.
Paul rimane tutt'oggi in ottimi rapporti con l'ex Beatle Ringo, anche perché le mogli di entrambi i musicisti sono diventate molto amiche.
In occasione dell'uscita del gioco The Beatles Rock Band, i due hanno partecipato alla presentazione al convegno E3 tenutosi nel 2009 a Los Angeles.
Il 9 ottobre 2011 Starr venne invitato all'ultimo matrimonio di McCartney.
Il 26 e 27 gennaio 2014 i due si ritrovano di nuovo fianco a fianco su un palcoscenico per festeggiare il 50º anniversario dello sbarco dei Beatles in America.
Il 16 dicembre 2018 durante la tappa londinese del suo tour alla O2 Arena, Paul chiama a sorpresa Ronnie Wood e Ringo Starr sul palco per suonare "Get Back"
Il 15 luglio 2019 al Dodger Stadium di Los Angeles (ultima tappa del tour), Paul chiama a sorpresa Ringo Starr sul palco per suonare "Sgt. Pepper (reprise) e Helter Skelter".

## Tour e concerti
Beatles

Wings
- 9 febbraio 1972 - 23 febbraio 1972, Wings University Tour (11 concerti)
- 9 luglio 1972 - 24 agosto 1972, Wings Over Europe Tour (26 concerti)
- 11 maggio 1973 - 10 luglio 1973, Wings 1973 UK Tour (21 concerti)
- 9 settembre 1975 - 21 ottobre 1976, Wings Over the World Tour (66 concerti)
- 23 novembre 1979 - 29 dicembre 1979, Wings UK Tour 1979 (20 concerti)

Solista
- 26 settembre 1989 - 29 luglio 1990, The Paul McCartney World Tour (104 concerti)
- 8 maggio 1991 - 24 luglio 1991, Unplugged 1991 Summer Tour (6 concerti)
- 18 febbraio 1993 - 16 dicembre 1993, The New World Tour (79 concerti)
- 1º aprile 2002 - 18 maggio 2002, Driving USA Tour (27 concerti)
- 21 settembre 2002 - 29 ottobre 2002, Back In The U.S. Tour (23 concerti)
- 2 novembre 2002 - 5 novembre 2002, Driving Mexico Tour (3 concerti)
- 11 novembre 2002 - 18 novembre 2002, Driving Japan Tour (5 concerti)
- 25 marzo 2003 - 1º giugno 2003, Back In The World Tour (33 concerti)
- 25 maggio 2004 - 26 giugno 2004, '04 Summer Tour (14 concerti)
- 17 settembre 2005 - 30 novembre 2005, 'US' Tour (37 concerti)
- 7 giugno 2007 - 25 ottobre 2007, Secret Tour 2007 (6 concerti)
- 11 luglio 2009 - 19 agosto 2009, Summer Live '09 Tour (10 concerti)
- 2 dicembre 2009 - 22 dicembre 2009, Good Evening Europe Tour (8 concerti)
- 28 marzo 2010 - 10 giugno 2011, Up And Coming Tour (38 concerti)
- 15 luglio 2011 - 29 novembre 2012, On The Run Tour (38 concerti)
- 4 maggio 2013 - 2 maggio 2015, Out There! Tour (91 concerti)
- 16 aprile 2016 - 16 dicembre 2017, One on One Tour (78 concerti)
- 9 giugno 2018 - 7 settembre 2018, Paul McCartney's 2018 Secret Gigs (5 concerti)
- 17 settembre 2018 - 13 July 2019, Freshen Up (39 concerti)
- 28 aprile 2022 - 25 novembre 2025, Got Back (78 Concerti)

Rappresentazioni classiche
- 28 gennaio 1991 - 17 giugno 2009, Liverpool Oratorio (174 concerti)
- 5 dicembre 1991 - 14 novembre 2006, The World You're Coming Into (15 concerti)
- 19 dicembre 1992 - 9 giugno 2003, Liverpool Suite (17 concerti)
- 14 ottobre 1997 - 28 gennaio 2008, Standing Stone (36 concerti)
- 17 gennaio 1999 - 14 novembre 2006, Working Classical Performances (11 concerti)
- 10 novembre 2001 - 19 marzo 2011, Ecce Cor Meum (38 concerti)

## PID–Paul is dead
Secondo una famosissima leggenda metropolitana, McCartney sarebbe morto in un incidente stradale la sera del 9 novembre 1966 e sostituito da un suo sosia reclutato dai Beatles all'epoca (Billy Shears o William Campbell). Molti indizi sull'eventuale morte di Paul sarebbero presenti in alcune canzoni sotto forma di messaggi subliminali, udibili ascoltando alcune loro canzoni al contrario, come «Turn me on, dead man!» percepibile in Revolution 9 o «One and one and one is three» in Come Together. Mentre altre allusioni si troverebbero nelle copertine dei dischi; come il codice "LMW 28IF" nella targa del maggiolino in Abbey Road oppure "1ONE IX HE <> DIE", presunto messaggio nascosto in Sgt. Pepper's Lonely Heart's Club Band.
La leggenda venne ufficialmente smentita dalla band e McCartney stesso ci scherzò sopra varie volte, facendo riferimento al codice di Abbey Road in Paul is Live, ma cambiandolo in "51 IS", tuttavia su internet circola ancora nell'immaginario collettivo.
Una pellicola è stata prodotta basandosi sul PID, chiamata Paul is Dead del 2000, vincitore dello Slamdance Film Festival.

## Apparizioni e citazioni in opere
- McCartney è apparso nelle puntate de I Simpson "Lisa la vegetariana", dove convince Lisa a rimanere vegetariana, e "La paura fa novanta X"; in quest'ultima viene elencato tra le persone che costruiranno una nuova società fuori dalla Terra.
- Paul McCartney viene citato nel libro del 1982 La vita, l'universo e tutto quanto[119] dello scrittore Douglas Adams, terzo capitolo della serie Guida galattica per gli autostoppisti.
- Sempre in una puntata speciale de I Simpson, il nome di Paul McCartney appare scritto su una delle lapidi presenti all'inizio del primo special di Halloween, questo per rafforzare la famosa leggenda sulla sua presunta morte.
- Appare nel film Brüno, quando questo si trova a Milano per una sfilata; tra il pubblico si intravede Paul, nel ruolo di sé stesso, probabilmente presente per assistere alle creazioni della figlia Stella.
- Mr. Paul McCartney è il titolo della canzone d'esordio di Marianne Rosenberg, incisa nel 1970, l'anno in cui i Beatles si sciolsero: fu un successo immediato.
- Il cantante ha partecipato anche al film Pirati dei Caraibi - La vendetta di Salazar, quinto capitolo dell'omonima saga cinematografica, dove interpreta Jack Teague, zio di Jack Sparrow.
- Lúcia McCartney e Lúcia McCartney, Uma Garota de Programa sono i titoli rispettivamente di una miniserie e di un film brasiliani basati su un racconto di Rubem Fonseca la cui protagonista è una ragazza di nome Lúcia, fan sfegatata del cantante.
- Paul McCartney compare anche in un episodio di BoJack Horseman nella seconda stagione, episodio 4
- Paul McCartney appare anche nel video musicale One Love/People get ready di Bob Marley

## Riconoscimenti e primati
- Appare nel Guinness dei primati diverse volte: ha tra l'altro ottenuto un disco di rodio[120] nel 1979, come miglior musicista del secolo.
- La sua Yesterday è ritenuta la canzone più "reinterpretata" nella storia, con oltre tremila versioni esistenti. Yesterday è stata confermata come la canzone più popolare del mondo, trasmessa per radio più di 7.000.000 di volte nei soli Stati Uniti.
- È uno dei compositori di musica leggera e artista di incisioni discografiche di maggior successo di sempre, con vendite di 100 milioni di singoli e con 60 dischi d'oro.
- 184.000 persone hanno pagato il biglietto per vederlo suonare allo Stadio Maracanã a Rio de Janeiro nell'aprile 1990: il pubblico più numeroso del mondo a un concerto in quel momento.
- Nel 1992 Sir Paul McCartney ha ricevuto il Polar Music Prize, ovvero il premio Nobel della musica, assegnatogli dalla Royal Swedish Academy of Music.
- Ha fatto registrare la vendita di biglietti più veloce della storia, avvenuta nel 1993 quando 20.000 biglietti per due show a Sydney, in Australia, sono stati venduti in otto minuti.
- È stato nominato Cavaliere dell'Ordine dell'Impero Britannico dalla regina Elisabetta II l'11 marzo 1997 per i suoi meriti discografici.
- Ha ricevuto la laurea honoris causa in Musica dall'Università del Sussex.
- Ha ricevuto la laurea honoris causa in Musica dalla prestigiosa Università di Yale nel maggio 2008.
- Ha ricevuto il premio MTV: Ultimate Legend il 6 novembre 2008.
- Ha ricevuto la sua stella sulla Walk of Fame il 9 febbraio 2012.
- Ha ricevuto all'Eliseo la Légion d'Honneur direttamente dalle mani del Capo dello Stato francese François Hollande l'8 settembre 2012.
- Ha ricevuto il 26 febbraio 2014 alla 02 Academy Brixton di Londra il Songwriter's Songwriter, premio speciale istituito dall'NME; il nome di Macca è stato menzionato "dai suoi colleghi" e Mike Williams, direttore del settimanale musicale britannico.
- È stato nominato Compagno d'onore della regina d'Inghilterra dalla sovrana Elisabetta II il 4 maggio 2018 per i suoi contributi alle arti.
- La rivista Rolling Stone l'ha classificato 11º nella lista dei 100 migliori cantanti e 3º in quella dei migliori bassisti.

## Doppiatori italiani
Nelle sue apparizioni cinematografiche come attore, McCartney è sempre stato doppiato (anche nel film d'animazione) dal doppiatore italiano Massimo Turci, altri doppiatori sono:
- Fabrizio Frizzi in The Beatles Anthology[121]
- Marco Mete in Pirati dei Caraibi - La vendetta di Salazar
- Come doppiatore è stato sostituito da Saverio Moriones ne I Simpson[122]